# Kızılırmak

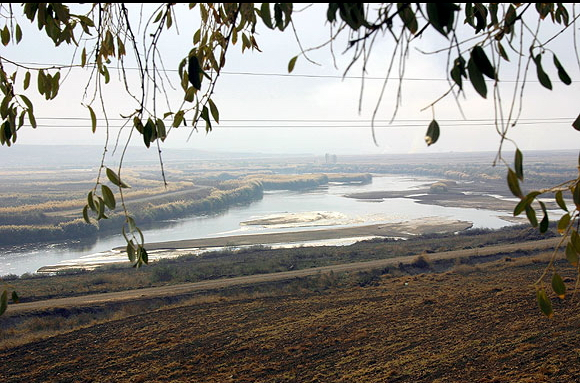
İskilip, Taybı na dolním toku řeky

Kızılırmak [kyzylyrmak] (v překladu Červená řeka. starořecky Άλυς, Halys) je řeka v Sivaské, Kayserské, Nevşehirské, Kırşehirské, Kırıkkalské, Ankarské, Çankırské, Çorumské a Samsunské provincii v Turecku. Délka toku činí 1355 km, povodí má rozlohu 77 100 km².

## Historie
Ve starověku tvořila řeka Halys hranici mezi Malou Asií a zbytkem Asie a zároveň mezi Lýdií a Médií (později Persií).
V roce 585 př. n. l. se zde odehrála bitva u řeky Halys mezi médským králem Kyaxarem a lýdským Alyattem II. Bitvu náhle ukončilo zatmění Slunce a díky němu mohlo být vypočítáno přesné datum bitvy.
O několik desetiletí později se lýdský král Kroisos před válečným tažením proti Peršanům tázal na výsledek války. „Překročíš-li řeku Halys, zničíš říši velikou,“ pravila Pýthie. – Stalo se, sebevědomě překročil řeku, byl však Kýrem Velikým v roce 547 př. n. l. poražen a zničil tak vlastní říši.

## Průběh toku
Pramení v pohoří Kyzyldag a teče nejprve západním a jihozápadním směrem, u Kayseri se velikým obloukem začíná obracet na severozápad, nakonec teče zhruba severovýchodním směrem a ústí deltou do Černého moře. Její tok protíná Anatolskou pahorkatinu a Pontské hory.

## Vodní stav
Největší vodnosti dosahuje na jaře, v létě voda opadá. Na podzim se vyskytují povodně, které jsou způsobené dešti.

## Využití
Využívá se na zavlažování a pohánění mnohočetných vodních mlýnů. Na středním toku byl vybudován hydrouzel Hirfanli (vodní elektrárna o výkonu 100 MW, hráz vysoká přes 80 m a přehradní nádrž dlouhá přibližně 80 km). Na řece leží města Sivas a Bafra.